# Wayne Maki
Pour les articles homonymes, voir Maki.
Wayne Maki (né le 10 novembre 1944 à Sault-Sainte-Marie dans la province de l'Ontario au Canada - mort le 1er mai 1974) est un joueur professionnel canadien de hockey sur glace qui évoluait en position d'ailier gauche.
Il est le frère cadet de Chico Maki, également joueur professionnel de hockey sur glace.

## Biographie
Tout comme son frère aîné Chico, Wayne Maki fait son hockey junior à Saint Catharines dans l'Association de hockey de l'Ontario, l'équipe ayant entre-temps changé le surnom des Teepees pour celui des Black Hawks à la suite de son rachat par la franchise du même nom de la Ligue nationale de hockey (LNH), les Black Hawks de Chicago. En 1965, il fait ses débuts professionnels avec leur équipe affiliée, les Braves de Saint-Louis de la Ligue centrale professionnelle de hockey (LCPH), avec laquelle il joue deux saisons. En 1967, il accompagne l'équipe lors de sa relocalisation au Texas où elle devient les Black Hawks de Dallas.
Au cours de la saison 1967-1968, il fait ses débuts en Ligue nationale de hockey (LNH) avec Chicago pour lesquels son frère joue depuis six ans. Il passe l'essentiel de l'édition suivante à Dallas. En 1969, il est réclamé par les Blues de Saint-Louis lors du repêchage intra-ligue. Au cours de la séance de chauffe d'un rencontre de pré-saison contre les Bruins de Boston, il se bat avec Ted Green. Ce dernier reçoit un coup de crosse sur la tête et subit une fracture du crâne, évitant la mort de justesse. Après un an de convalescence, il reprend sa carrière et joue au plus haut niveau pendant neuf saisons et remporte la Coupe Stanley en 1972. De son côté, après 16 parties jouées avec les Blues, Maki est assigné pour le reste de la saison aux Bisons de Buffalo de la Ligue américaine de hockey (LAH) et remporte la Coupe Calder.
Au cours de l'été qui suit, il est réclamé lors du repêchage d'expansion par les Canucks de Vancouver dont il devient un membre cadre pendant deux ans. Le 14 décembre 1972, il lui est diagnostiqué un cancer du cerveau, ce qui met un terme à sa carrière. Il en meurt le 1er mai 1974.

## Statistiques
Pour les significations des abréviations, voir statistiques du hockey sur glace.
| Saison     | Équipe                          | Ligue      |     | Saison régulière | Saison régulière | Saison régulière | Saison régulière | Saison régulière |   | Séries éliminatoires | Séries éliminatoires | Séries éliminatoires | Séries éliminatoires | Séries éliminatoires |
| Saison     | Équipe                          | Ligue      | PJ  | B                | A                | Pts              | Pun              | PJ               | B | A                    | Pts                  | Pun                  |                      |                      |
| 1963-1964  | Greyhounds de Sault Ste. Marie  | NOJHL      | 36  | 43               | 31               | 74               | 44               | -                | - | -                    | -                    | -                    |                      |                      |
| 1964-1965  | Black Hawks de Saint Catharines | AHO        | 56  | 29               | 48               | 77               | 0                | -                | - | -                    | -                    | -                    |                      |                      |
| 1964-1965  | Braves de Saint-Louis           | LCPH       | 3   | 0                | 0                | 0                | 4                | -                | - | -                    | -                    | -                    |                      |                      |
| 1965-1966  | Braves de Saint-Louis           | LCPH       | 69  | 25               | 26               | 51               | 46               | 2                | 0 | 1                    | 1                    | 13                   |                      |                      |
| 1966-1967  | Braves de Saint-Louis           | LCPH       | 67  | 31               | 28               | 59               | 69               | -                | - | -                    | -                    | -                    |                      |                      |
| 1967-1968  | Black Hawks de Dallas           | LCPH       | 12  | 5                | 7                | 12               | 14               | 5                | 2 | 1                    | 3                    | 17                   |                      |                      |
| 1967-1968  | Black Hawks de Chicago          | LNH        | 49  | 5                | 5                | 10               | 32               | 2                | 1 | 0                    | 1                    | 2                    |                      |                      |
| 1968-1969  | Black Hawks de Dallas           | LCH        | 50  | 25               | 24               | 49               | 74               | 11               | 7 | 7                    | 14                   | 37                   |                      |                      |
| 1968-1969  | Black Hawks de Chicago          | LNH        | 1   | 0                | 0                | 0                | 0                | -                | - | -                    | -                    | -                    |                      |                      |
| 1969-1970  | Blues de Saint-Louis            | LNH        | 16  | 2                | 1                | 3                | 4                | -                | - | -                    | -                    | -                    |                      |                      |
| 1969-1970  | Bisons de Buffalo               | LAH        | 39  | 13               | 20               | 33               | 72               | 14               | 4 | 4                    | 8                    | 61                   |                      |                      |
| 1970-1971  | Canucks de Vancouver            | LNH        | 78  | 25               | 38               | 63               | 99               | -                | - | -                    | -                    | -                    |                      |                      |
| 1971-1972  | Canucks de Vancouver            | LNH        | 76  | 22               | 25               | 47               | 43               | -                | - | -                    | -                    | -                    |                      |                      |
| 1972-1973  | Canucks de Vancouver            | LNH        | 26  | 3                | 10               | 13               | 6                | -                | - | -                    | -                    | -                    |                      |                      |
| Totaux LNH | Totaux LNH                      | Totaux LNH | 246 | 57               | 79               | 136              | 184              | 2                | 1 | 0                    | 1                    | 2                    |                      |                      |

## Transactions en carrière
- 11 juin 1969 : réclamé par les Blues de Saint-Louis depuis les Black Hawks de Chicago lors du repêchage intra-ligue.
- 10 juin 1970 : réclamé  par les Canucks de Vancouver depuis les Blues lors du repêchage d'expansion

## Trophées et honneurs personnels
- Ligue centrale de hockey professionnelle
  - Nommé dans la seconde équipe d'étoiles 1967
- Ligue américaine de hockey
  - Champion de la Coupe Calder 1970 avec les Bisons de Buffalo